# العلاقات الأردنية الإستونية
العلاقات الأردنية الإستونية هي العلاقات الثنائية التي تجمع بين الأردن وإستونيا.

## مقارنة بين البلدين
هذه مقارنة عامة ومرجعية للدولتين:
| وجه المقارنة                                              | الأردن                   | إستونيا                                                                             |
| --------------------------------------------------------- | ------------------------ | ----------------------------------------------------------------------------------- |
| المساحة (كم2)                                             | 89.34 ألف                | 45.34 ألف                                                                           |
| عدد السكان (نسمة)                                         | 9.81 مليون               | 1.32 مليون                                                                          |
| الكثافة السكانية (ن./كم²)                                 | 109.81                   | 29.11                                                                               |
| العاصمة                                                   | عمان                     | تالين                                                                               |
| اللغة الرسمية                                             | اللغة العربية            | اللغة الإستونية                                                                     |
| العملة                                                    | دينار أردني              | يورو، كرون إستوني، كرون إستوني، المارك الإستوني                                     |
| الناتج المحلي الإجمالي (بليون دولار)                      | 40.07 مليار              | 25.92 مليار                                                                         |
| الناتج المحلي الإجمالي (تعادل القوة الشرائية) بليون دولار | 82.80 مليار              | 38.11 مليار                                                                         |
| الناتج المحلي الإجمالي الاسمي للفرد دولار أمريكي          | 4.94 ألف                 | 17.79 ألف                                                                           |
| الناتج المحلي الإجمالي للفرد دولار أمريكي                 | 12.05 ألف                | 28.14 ألف                                                                           |
| مؤشر التنمية البشرية                                      | 0.748                    | 0.871                                                                               |
| رمز المكالمات الدولي                                      | +962                     | +372                                                                                |
| رمز الإنترنت                                              | .jo                      | .ee                                                                                 |
| المنطقة الزمنية                                           | ت ع م+02:00، ت ع م+03:00 | ت ع م+02:00، ت ع م+03:00، توقيت شرق أوروبا، أوروبا/تالين ‏، توقيت شرق أوروبا الصيفي ‏ |

## منظمات دولية مشتركة
يشترك البلدان في عضوية مجموعة من المنظمات الدولية، منها:
| علم المنظمة | اسم المنظمة                               | تاريخ انضمام الأردن | تاريخ انضمام إستونيا |
| ----------- | ----------------------------------------- | ------------------- | -------------------- |
|             | مؤسسة التنمية الدولية                     | 4 أكتوبر 1960       | 11 أكتوبر 2008       |
|             | يونسكو                                    | 14 يونيو 1950       | 14 أكتوبر 1991       |
|             | وكالة ضمان الاستثمار متعدد الأطراف        | 12 أبريل 1988       | 24 سبتمبر 1992       |
|             | الأمم المتحدة                             | 14 ديسمبر 1955      | 17 سبتمبر 1991       |
|             | الاتحاد البريدي العالمي                   | ?                   | ?                    |
|             | البنك الدولي للإنشاء والتعمير             | 29 أغسطس 1952       | 23 يونيو 1992        |
|             | الاتحاد الدولي للاتصالات                  | 20 مايو 1947        | 19 مايو 1922         |
|             | منظمة حظر الأسلحة الكيميائية              | ?                   | ?                    |
|             | مؤسسة التمويل الدولية                     | 20 يوليو 1956       | 9 أغسطس 1993         |
|             | المركز الدولي لتسوية المنازعات الاستشارية | 29 نوفمبر 1972      | 23 يوليو 1992        |
|             | منظمة التجارة العالمية                    | ?                   | ?                    |
|             | منظمة الشرطة الجنائية الدولية             | ?                   | ?                    |

## وصلات خارجية
- موقع وزارة الخارجية الأردنية
- موقع وزارة الخارجية الإستونية